# Severnaja zemlja
Severnaja zemlja (ruski: Северная Земля, u prijevodu Sjeverna zemlja) ruska je otočna skupina smještena u Arktičkom oceanu u blizini Tajmirskog poluotoka između Karskog i Laptevskog mora, a po upravnoj podjeli pripada 
Tajmirskom autonomnom okrugu u Krasnojarskom kraju. Otočje zauzima ukupnu površinu od otprilike 37.000 km², a sastoji se od četiri glavna otoka među koje spadaju Oktjabrskoj Revoljucii, Bolševik, Komsomolec i Pioner te nekolicine malih otoka.

## Povijest
Severnaja zemlja je otkrivena tek 1913. i prema tome je najkasnije otkrivena otočna skupina na Zemlji, a igrom slučaja ju je otkrio Boris Аndrejevič Vilkickij tijekom jedne privatno financirane brodske plovidbe u kojoj je nastojao pronaći sjeveroistočni prolaz. Otočje se do 1926. zvalo Zemlja Nikole II., a sve do 1931. vjerovalo se da ga čini samo jedan otok. No, tada je iznad Severnaje zemlje preletio njemački zračni brod LZ 127 Graf Zeppelin te je ustanovljeno da je zapravo riječ o otočju koje se sastoji od najmanje dva otoka, a u predstojeće dvije godine ekspedicija Nikolaja Urvanceva i Georgija Ušakova proučavala je područje i tada se konačno pokazalo da Severnaja zemlja ima više otoka negoli je dotad bilo poznato.

## Otoci prema veličini
- Oktjabrskoj Revoljucii (ruski: Октябрьской Революции) je površinom od 14.204 km² najveći otok Severnaje zemlje, a na njemu se nalazi i planinski vrh Karpinski koji je na visini od 965 metara najviša točka otočja. Polovica otoka je prekrivena ledenjacima, a dijelovima bez leda prevladava vegetacija karakteristična pustinji ili tundri. Otok su otkrili Nikolaj Urvancev i Georgij Ušakov tijekom svoje ekspedicije početkom tridesetih godina 20. stoljeća, a imenovali su ga u čast Oktobarske revolucije.

- Boljševik (ruski: Большевик) je površinom od 11.206 km² drugi najveći otok Severnaje zemlje, a zemljopisnim položajem njezin najjužniji otok. Otok je vrlo brdovit, s vrhovima koji dosežu visinu od 935 metara, a na njemu je smještena i arktička baza nazvana Prima. Ledenjaci zauzimaju oko 30% površine dok uz obalna područja prevladava oskudna vegetacija poput mahovina i lišajeva.

- Komsomolec (ruski: Комсомолец) je najsjeverniji otok Severnaje zemlje i površinom od 8.812 km² njezin treći najveći otok, a na njemu se nalazi i najsjevernija točka otočja nazvana Arktički rt. Vrhovi najviših brda na otoku dosežu visinu od 780 metara, a oko 65% njegove površine prekriveno je ledenjacima nastalim na mekom tlu sastavljenom od ilovače i pijeska. Kao i otok Oktjabrskoj Revoljucii otkrili su ga i imenovali istraživači Urvancev i Ušakov, a ovaj su put izabrali ime u čast članovima Komsomola, komunističkog saveza mladeži.

- Pioner (ruski: Пионер) je površinom od 1.527 km² četvrti po veličini, a smješten je u zapadnom dijelu otočja, gotovo između otoka Komsomoleca i Oktjabrskoj Revoljucii.

- Šmidta (ruski: Шмидта) je manji otok koji je površinom od 467 km² peti po veličini među otocima Severnaje zemlje, a nalazi se sjeverozapadno od Komsomoleca.

- Mali Tajmir (ruski: Малый Таймыр) je još jedan manji otok koji je površinom od 232 km² šesti po veličini u otočju, a smješten je na njegovom jugu u blizini otoka Bolševika.

## U popularnoj kulturi
U Zlatnom oku, sedamnaestom filmu iz serijala o Jamesu Bondu premijerno prikazanom 1995., Severnaja zemlja je bila mjesto na kojem se nalazila izmišljena ruska postaja za satelitski nadzor.

## Vanjske poveznice
- Sjeverna zemlja na Proleksis enciklopediji